# Koninkrijk Sardinië
Het koninkrijk Sardinië, vanaf 1720 ook Piëmont-Sardinië, was een staat in het hedendaagse Italië die bestond van 1324 tot 1861. Tot 1720 omvatte de staat alleen het Middellandse Zee-eiland Sardinië, vanaf dat jaar verkreeg de hertog van Savoye het koninkrijk. Vanaf 1720 omvatte het koninkrijk dus ook een groot stuk van het Italiaanse vasteland en moet het eerder gezien worden als een erfopvolger van het hertogdom Savoye. Vanaf 1720 was de hoofdstad Turijn (met een onderbreking tussen 1798 en 1814, toen het door Frankrijk bezet was).

## Geschiedenis tot 1720
Sardinië verkreeg de titel van koninkrijk nadat keizer Frederik II in 1239 zijn bastaardzoon Enzio tot "koning van Sardinië" benoemde. Nadat Enzio in 1249 gevangen was genomen werd het eiland opgedeeld tussen Genua en Pisa. Na enige tijd gelukte het Pisa het gehele eiland voor zich te winnen. Op 4 april 1297 vergaf paus Bonifatius VIII het eiland als leen aan Jacobus II van Aragón; het duurde echter tot 1323 voordat na enkele oorlogen met Pisa en Genua het eiland daadwerkelijk onder diens gezag kwam te staan. 

De vier Sardijnse Giudicati.

Na 1383 kreeg het eiland een plaatselijk bestuur. Onder leiding van het giudicaat van Arborea werden de Aragonezen van het eiland gegooid. Na de dood van Eleanora van Arborea kwamen ze echter terug en in 1409 was het hele eiland weer onder Aragonees bestuur. Aragon vernieuwde in 1420 de rijksstatus en bestuurde het eiland als een virreinato. Na de vereniging met Spanje werd het gezien als een Spaanse vazalstaat. Na de Spaanse Successieoorlog werd het eiland in 1714 aan de Oostenrijkse Habsburgers overgegeven en kwam Sicilië aan het huis Savoye.

## Geschiedenis na 1720
De nieuwe Spaanse koning Filips V was niet blij met het verlies van Sicilië en viel het land binnen. Dank zij de hulp van de Oostenrijkers konden de Spanjaarden worden verdreven. Met het Verdrag van Den Haag (1720) moest Victor Amadeus II Sicilië ruilen voor het koninkrijk Sardinië en kwam ook Sicilië in Oostenrijks Habsburgs bezit.
De naam koninkrijk Sardinië is enigszins misleidend daar het grootste deel van het rijk, Piëmont, inclusief de hoofdstad Turijn, op het vasteland lag. De reden voor de naamsverandering was dat Savoye een hertogdom was en het eiland Sardinië een koninkrijk. Om het gehele rijk nu tot koninkrijk te verheffen, werd de naam veranderd in Sardinië. In de geschiedschrijving staat het land evenwel ook bekend als Piëmont-Sardinië om deze realiteit beter weer te geven.

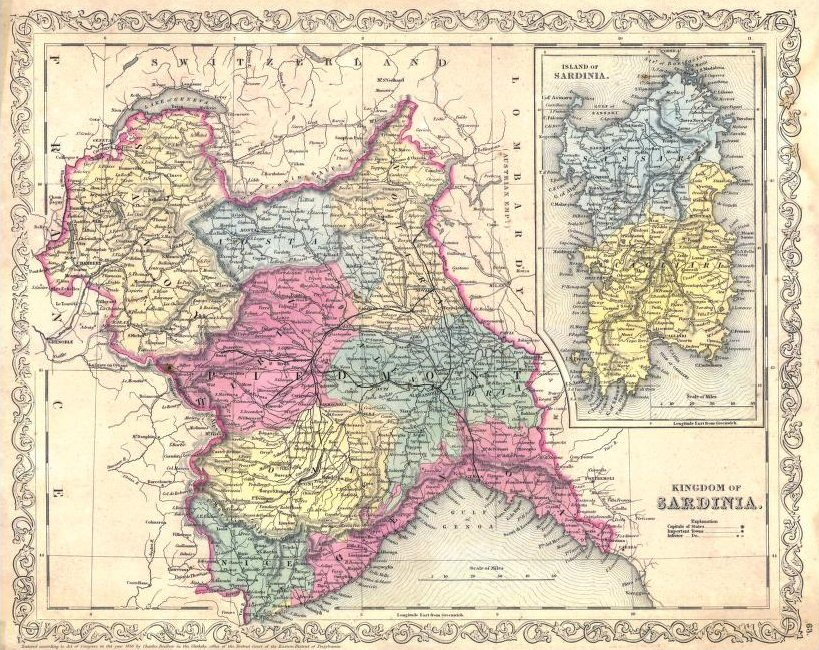
Het Koninkrijk Sardinië

### Franse tijd
In 1792 sloot Sardinië zich aan bij de Eerste Coalitie tegen het revolutionaire Frankrijk. Veel royalistische Fransen (émigrés) vluchtten naar Piëmont-Sardinië. Hierop bezetten Franse legers Nice en Savoye in september 1792. In 1794 mislukte een Franse invasie van Piëmont. Na vier jaar strijd versloeg het Franse leger onder generaal Napoleon Bonaparte het Piëmontese leger uiteindelijk in de slagen bij Montenotte (12 april 1796), Millesimo (13–14 april 1796) en Mondovi (21 april 1796, zie Italiaanse Veldtocht van 1796-1797). Op 26 april riepen de Fransen de republiek Alba uit in de bezette gebieden. Twee dagen later werd deze republiek bij de Wapenstilstand van Cherasco weer teruggegeven aan Piëmont-Sardinië. Victor Amadeus III moest het Verdrag van Parijs op 15 mei tekenen, waarbij hij de Eerste Coalitie tegen de Franse Republiek verliet. Het verdrag bepaalde dat hij Nice en Savoye en de forten Cuneo, Ceva, Alessandria en Tortona aan Frankrijk moest afstaan en vrije doortocht diende te verlenen aan Franse troepen onderweg naar Italië. Zijn opvolger Karel Emanuel IV werd in 1797 geconfronteerd met verschillende republikeinse opstanden. Als reactie liet hij revolutionairen, onder wie veel jakobijnen, executeren, hetgeen hem ongeliefd maakte. Voor het overige toonde hij weinig slagvaardigheid. Als tegenstander van de Franse Revolutie werden zijn bezittingen op het vasteland eind 1798 door Frankrijk bezet. Op 10 september werd de Piëmontese Republiek uitgeroepen en een leger onder generaal Joubert nam op 6 december Turijn in. Van het koninkrijk restte slechts het eiland Sardinië. Oostenrijks-Russische troepen bezetten Piëmont een jaar lang van 20 juni 1799 tot 20 juni 1800 toen ze in de Slag bij Marengo door Napoleon weer werden verdreven. De Piëmontese Republiek werd vervangen door de Subalpijnse Republiek, die in 1802 goeddeels door Frankrijk werd geannexeerd; alleen Novara werd ingelijfd door de Italiaanse Republiek.

### Risorgimento
Het koninkrijk kwam door het Congres van Wenen in 1814 terug op de kaart en werd uitgebreid met de republiek Genua als bufferstaat tegen Frankrijk. In de jaren die volgden verwerd Sardinië evenals de andere Italiaanse landen tot een politiek instabiele politiestaat met conservatieve monarchen als Victor Emanuel I en Karel Felix aan het hoofd. In 1831 werd Karel Felix echter opgevolgd door de minder conservatieve Karel Albert. Hij nam in 1848 een grondwet aan en verklaarde de oorlog aan Oostenrijk. Sardinië verloor en Karel Albert zag zich genoodzaakt af te treden ten gunste van zijn zoon Victor Emanuel II.
Victor Emanuel II installeerde in 1850 een liberale regering onder graaf Camillo Benso di Cavour en werd de drijvende kracht achter de Italiaanse eenheidsbeweging (Risorgimento). Sardinië vocht in de Krimoorlog met Turkije, Engeland en Frankrijk tegen Rusland. In 1859 trok Victor Emanuel samen met Frankrijk ten strijde tegen Oostenrijk. Sardinië verkreeg in 1860 de westelijke helft van het door Napoleon III veroverde koninkrijk Lombardije-Venetië, waarbij Frankrijk als tegenprestatie Savoye en Nice (voorheen Nizza) verkreeg. Datzelfde jaar sloten Parma, Toscane, Modena en Romagna zich bij Sardinië aan en begon Giuseppe Garibaldi met zijn campagne om Zuid-Italië te veroveren. Hij kreeg het koninkrijk der Beide Siciliën er snel onder en ontmoette te Gaeta - waar koning Frans II van de Beide Siciliën zijn laatste bolwerk had - Victor Emanuel II die vanuit het noorden oprukte.
Op 17 maart 1861 werd het koninkrijk Italië uitgeroepen met Victor Emanuel II als koning. Sardinië als apart koninkrijk hield op te bestaan en werd deel van het nieuw gevormde Italië.

## Koningen van Sardinië
| Koning             | Periode     | Koningin-gemalin                        |
| ------------------ | ----------- | --------------------------------------- |
| HUIS SAVOYE        |             |                                         |
| Victor Amadeus II  | 1720 - 1730 | Anne Marie -1728                        |
| Karel Emanuel III  | 1730 - 1773 | Polyxena -1735 Elisabeth Theresia 1737- |
| Victor Amadeus III | 1773 - 1796 | Maria Antonia -1785                     |
| Karel Emanuel IV   | 1796 - 1802 | Clothilde -1802                         |
| Victor Emanuel I   | 1802 - 1821 | Maria Theresia                          |
| Karel Felix        | 1821 - 1831 | Maria Christina                         |
| Karel Albert       | 1831 - 1849 | Maria Theresia                          |
| Victor Emanuel II  | 1849 - 1861 | Adelheid -1855                          |